# Когам (Отирарський район)
Кога́м (каз. Қоғам) — село у складі Отирарського району Туркестанської області Казахстану. Адміністративний центр Когамського сільського округу.
Населення — 1724 особи (2021; 1258 у 2009, 1647 у 1999, 1315 у 1989).